# Comuna Ardeoani, Bacău
Ardeoani (maghiară Árgyevány) este o comună în județul Bacău, Moldova, România, formată din satele Ardeoani (reședința) și Leontinești.

## Așezare
Comuna se află în depresiunea Tazlău-Cașin, pe malul râului Tazlăul Sărat. Este traversată de șoseaua națională DN2G, care leagă Bacăul de Moinești. La Ardeoani, din acest drum se ramifică șoseaua județeană DJ156A, care duce spre nord la Pârjol, Balcani și mai departe în județul Neamț la Tazlău, Borlești, Roznov (unde se intersectează cu DN15), Girov (unde se intersectează cu DN15D), Dobreni (unde se intersectează cu DN15C), Negrești și Crăcăoani (unde se termină tot în DN15C). Tot la Ardeoani, din DN2G se mai ramifică șoseaua județeană DJ117A, care duce spre nord est la Solonț și înapoi spre sud la Măgirești (unde se termină tot în DN2G).

## Demografie
Componența etnică a comunei Ardeoani
     Români (92,83%)
     Alte etnii (0,05%)
     Necunoscută (7,12%)
Componența confesională a comunei Ardeoani
     Ortodocși (91,11%)
     Alte religii (1,67%)
     Necunoscută (7,21%)
Conform recensământului efectuat în 2021, populația comunei Ardeoani se ridică la 2.093 de locuitori, în scădere față de recensământul anterior din 2011, când fuseseră înregistrați 2.182 de locuitori. Majoritatea locuitorilor sunt români (92,83%), iar pentru 7,12% nu se cunoaște apartenența etnică. Din punct de vedere confesional, majoritatea locuitorilor sunt ortodocși (91,11%), iar pentru 7,21% nu se cunoaște apartenența confesională.

## Politică și administrație
Comuna Ardeoani este administrată de un primar și un consiliu local compus din 11 consilieri. Primarul, Victor Diaconu[*], de la Alianța pentru Unirea Românilor, este în funcție din 2004. Începând cu alegerile locale din 2024, consiliul local are următoarea componență pe partide politice:
|  | Partid                          | Consilieri | Componența Consiliului | Componența Consiliului | Componența Consiliului | Componența Consiliului | Componența Consiliului | Componența Consiliului |
|  | ------------------------------- | ---------- | ---------------------- | ---------------------- | ---------------------- | ---------------------- | ---------------------- | ---------------------- |
|  | Alianța pentru Unirea Românilor | 6          |                        |                        |                        |                        |                        |                        |
|  | Partidul Social Democrat        | 5          |                        |                        |                        |                        |                        |                        |

## Istorie
La sfârșitul secolului al XIX-lea, comuna făcea parte din plasa Tazlăul de Sus a județului Bacău și era formată din satele Ardeoani, Hemeieni, Iliești și Mârzănești, având 993 de locuitori. Pe teritoriul comunei mai existase în trecut și cătunul Valea Bejeniei (prezent într-o statistică din 1873) dar la 1898 deja dispăruse. În comună existau trei biserici și o școală mixtă înființată în 1867 în satul Ardeoani, iar cel mai mare proprietar de pământuri din comună era Nicolae Haciu. La acea vreme, pe teritoriul actual al comunei mai funcționa în aceeași plasă și comuna Leontinești, formată din satele Leontinești, Șesurile, Poarta (Poarta-Leontinești) și Dianca (Dealul-Dianca), având în total 805 locuitori. În comuna Leontinești existau 3 biserici (dintre care una veche, de la 1675), și o școală mixtă cu 35 de elevi înființată în 1886.
Anuarul Socec din 1925 arată că cele două comune fuseseră între timp unite și formau astfel comuna Ardeoani, cu satele Ardeoani, Dianca, Iliești și Leontinești și cătunele Himieni, Mârzănești și Poarta, având împreună 2196 de locuitori și făcând parte din plasa Tazlău a aceluiași județ.
În 1950, comuna a fost arondată raionul Moinești din regiunea Bacău. În 1968, ea a revenit la județul Bacău, reînființat. Tot atunci, multiplele sate au fost comasate astfel: satele Dianca și Poarta-Leontinești cu satul Leontinești și satele Iliești și Mârzănești cu satul Ardeoani; comuna căpătând astfel alcătuirea actuală.

## Monumente istorice
Două obiective din comuna Ardeoani sunt incluse în lista monumentelor istorice din județul Bacău ca monumente de interes local. Unul este situl arheologic de la „Podiș” sau „Dealul Chetrei”, la marginea de est a satului Leontinești, sit ce cuprinde o așezare eneolitică aparținând culturii Cucuteni. Celălalt, clasificat ca monument de arhitectură, este școala din Leontinești, datând din 1914.

## Economie
În anul 2015, comuna Ardeoani era cea mai săracă din județul Bacău.